# Municipio de Glenview
El municipio de Glenview (en inglés: Glenview Township) es un municipio ubicado en el condado de Burleigh en el estado estadounidense de Dakota del Norte. En el año 2010 tenía una población de 216 habitantes y una densidad poblacional de 2,12 personas por km².

## Geografía
El municipio de Glenview se encuentra ubicado en las coordenadas 47°0′53″N 100°50′26″O / 47.01472, -100.84056. Según la Oficina del Censo de los Estados Unidos, el municipio tiene una superficie total de 101.92 km², de la cual 100,31 km² corresponden a tierra firme y (1,58 %) 1,61 km² es agua.

## Demografía
Según el censo de 2010, había 216 personas residiendo en el municipio de Glenview. La densidad de población era de 2,12 hab./km². De los 216 habitantes, el municipio de Glenview estaba compuesto por el 99,54 % blancos y el 0,46 % eran de una mezcla de razas. Del total de la población el 0 % eran hispanos o latinos de cualquier raza.